# Мікел Схредерс
Мі́кел Схре́дерс (нід. Mikel Schreuders; нар. 21 вересня 1998) — нідерландський плавець.
Учасник Олімпійських Ігор 2016, 2020 років.
Призер Ігор Центральної Америки і Карибського басейну 2018 року.